# Aérographe

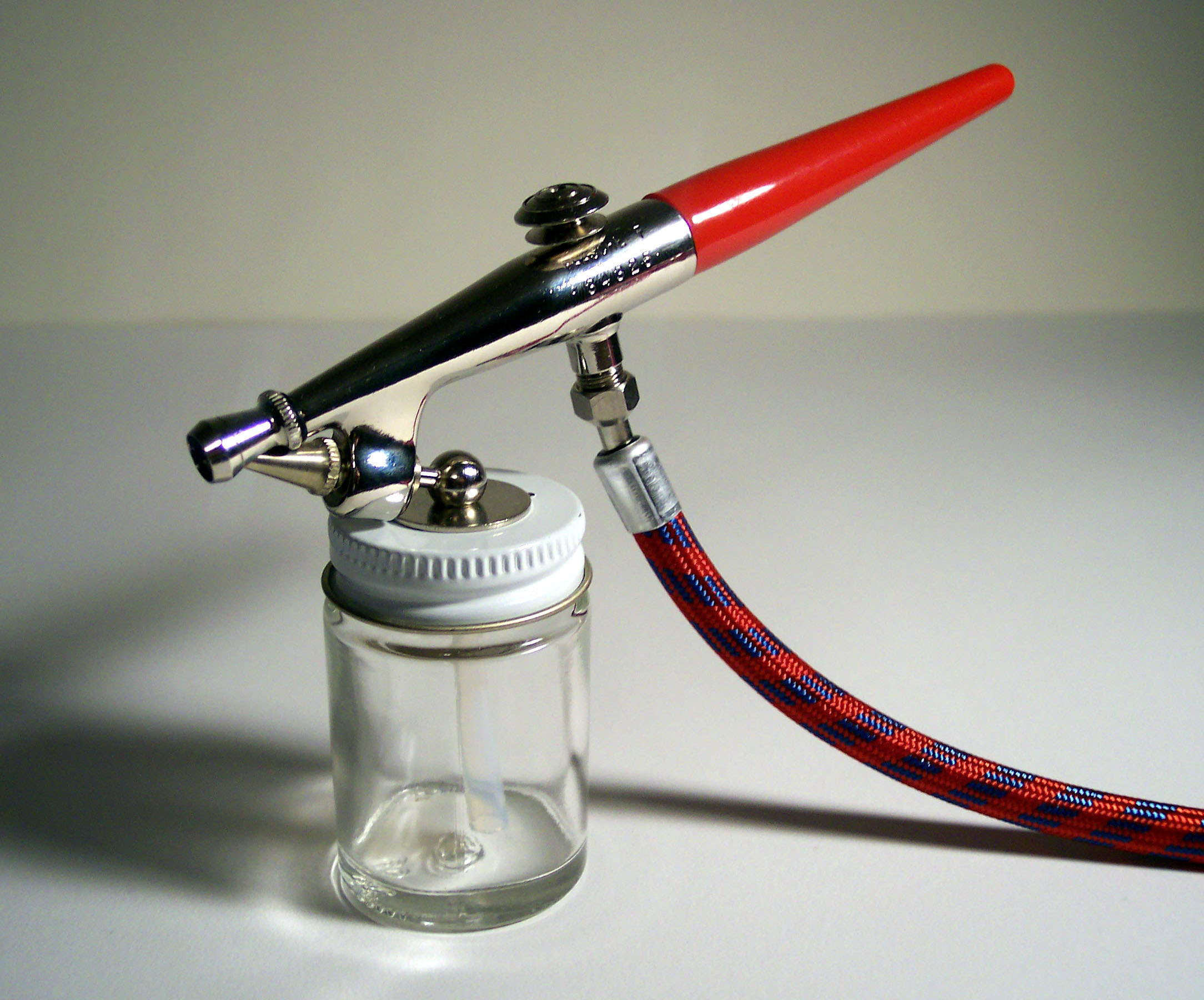
Un aérographe Paasche F#1.

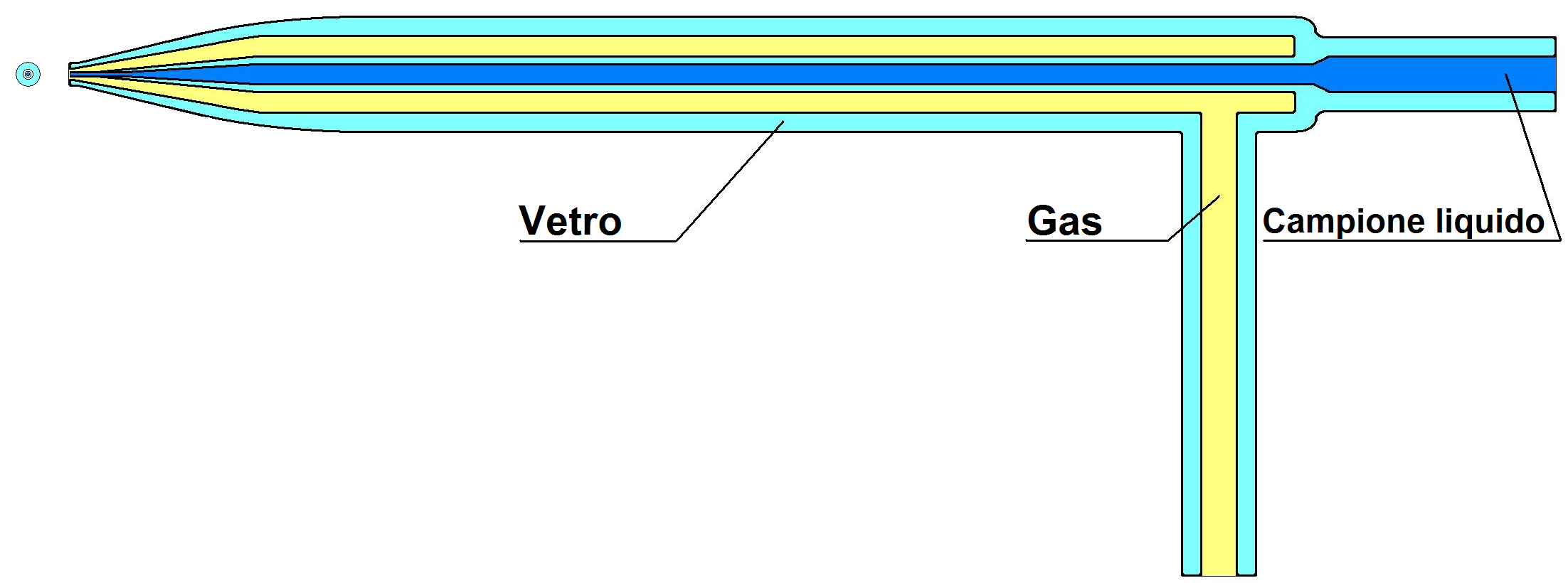
Principe : l'air pulsé entraîne un aérosol de type liquide-air à l'éjection du tube. Le recul de l'aiguille permet la formation de gouttelettes plus grosse.

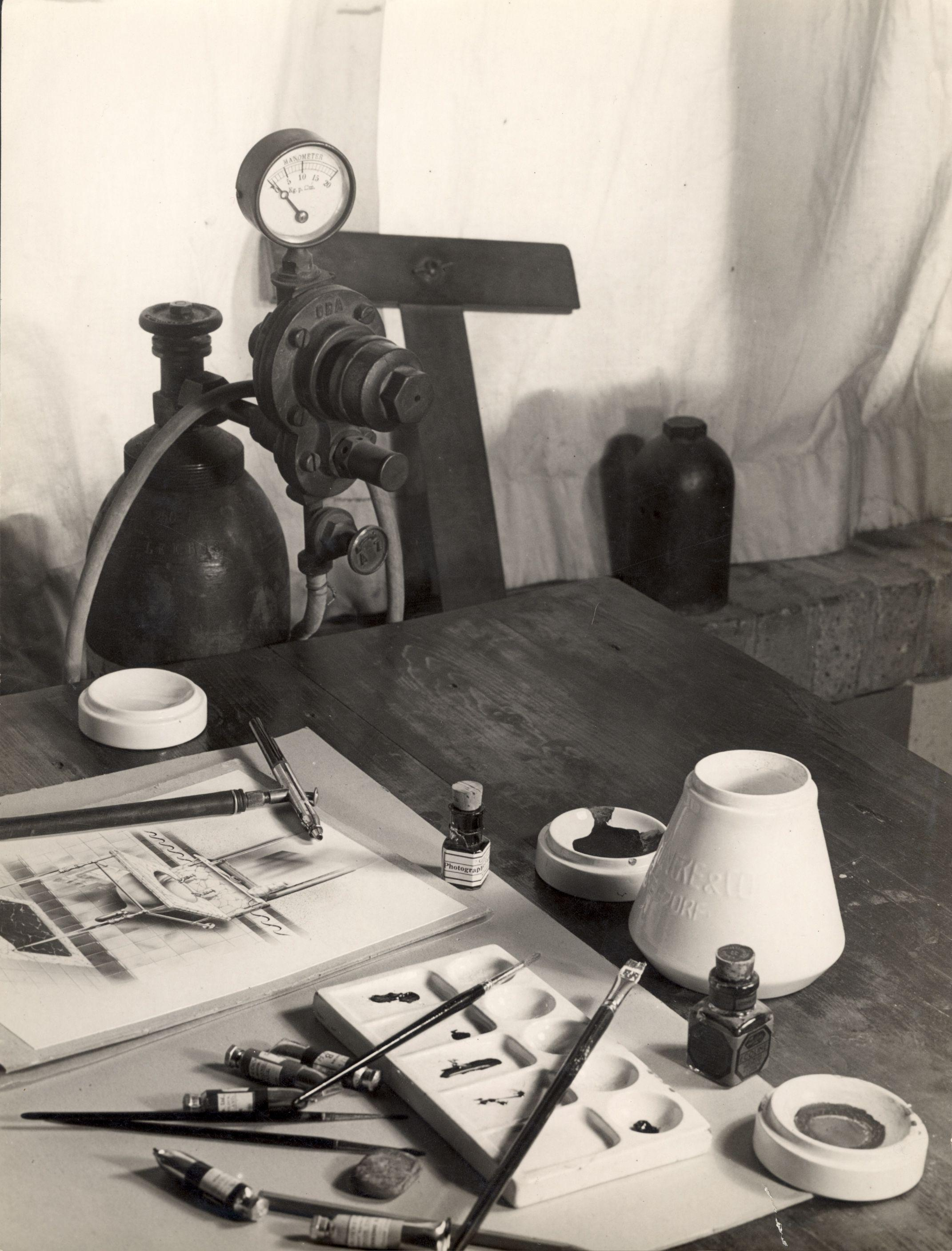
Matériel de retouche photo (utilisé dans les années 1940 à 1950 en Allemagne).

Pour les articles homonymes, voir aérographe (homonymie).
L'aérographe est un pistolet à peinture miniature utilisé pour les travaux de précision ; son fonctionnement est similaire au pistolet à peinture utilisé par les carrossiers.

## Historique
L'aérographe est un pistolet à peinture miniature dont la taille est celle d'un stylo (plus ou moins gros suivant les utilisations). Le principal intérêt est de pouvoir peindre ou colorer n'importe quel support à l'aide d'une infinité de médiums (peintures, pigments, encres) sans contact avec le support. Cette caractéristique est à l'origine de son invention dans les années 1880 à 1900. Charles L. Burdick un aquarelliste américain qui cherchait à appliquer des couches de peinture à l'eau les unes sur les autres sans modifier les précédentes déposa un brevet en 1893 mais un brevet américain de 1888 décrivait le même appareil. 

## Fonctionnement
L'aérographe fonctionne grâce à deux éléments :
- l'air comprimé : La source peut être un compresseur spécial à air filtré et régulé ou, pour l'usage occasionnel, une simple bombe d'air comprimé ;
- le médium : Le médium est le terme utilisé pour désigner le produit pulvérisé (peinture, huile, acrylique, encre, aquarelle, pigment, etc.).

Grâce à une action effectuée par l'utilisateur, l'air comprimé vaporise le médium de manière très fine sous la forme de spray qui permet suivant l'éloignement de faire de minuscules détails (inférieurs à la taille d'un cheveu), ou de couvrir une surface plus importante pour peindre des fonds ou des dégradés par exemple.
La distance entre l'aérographe et le support conditionne la densité de médium pulvérisé permettant de couvrir plus ou moins et donc d'appliquer des nuances importantes à la peinture réalisée.

## Types d'aérographes
On distingue deux types d'aérographes :  les aérographes simple action et les aérographes double action.
- les aérographes à simple action, avec lesquels il est possible de moduler uniquement le débit d'air injecté ;
- les aérographes à double action, avec lesquels on peut non seulement moduler le débit d'air, mais également le débit de peinture.

On préférera un simple action pour débuter ou peindre de grandes surfaces unies, par contre pour réaliser des détails, des dégradés ou des effets particuliers, l'utilisation d'un aérographe double action s'impose. Dans ce cas, en général la pression du doigt sur la gâchette augmente la pression de l'air, alors que l'avancée ou le recul augmentent et diminuent le débit d'encre.
Il faut également différencier deux autres types d'aérographes en fonction de la manière dont la peinture arrive jusqu’à la buse du pistolet : par gravité ou par aspiration.
- Alimentation par gravité : les aérographes à gravité sont équipés d'un réservoir de peinture situé sur le dessus du pistolet. Ainsi le colorant liquide s'écoule tout simplement dans le pistolet sous l’effet de la gravité terrestre.

- Alimentation par aspiration : les aérographes à aspiration ont un réservoir de peinture fixé sur le côté ou en dessous du pistolet. La pulvérisation de l’air comprimé crée une aspiration qui permet d’expulser le colorant liquide du réservoir vers la buse du pistolet.

Un aérographe par aspiration présente l'avantage d'avoir un godet amovible et parfois orientable afin de peindre dans n'importe quelle position sans risquer de voir la peinture couler. L'aérographe par gravité sera quant à lui plus solide et maniable mais il faudra veiller à sa position afin de ne pas renverser le contenu du godet. L'aérographe par gravité pourra contenir une peinture plus consistante.